# Транслит
Трансли́т (название произведено сокращением слова «транслитерация») — передача текста с помощью чужого алфавита. В отличие от транслитерации, при транслите могут применяться цифры и иные доступные на клавиатуре компьютера знаки, то есть, это фактически неформальная транслитерация. В русском транслите используется в основном латинский алфавит, то есть русский транслит можно считать неформальной романизацией, в то время, как, например, в армянском транслите может использоваться как латинский алфавит, так и кириллица.
Так могут называть и сам текст, набранный с помощью чужого алфавита.
По некоторым сведениям, в профессиональной речи слово «транслит» иногда используется вместо слова «транслитерация».

## Принцип
Транслит, в целом, строится по принципу фонетических соответствий русских и латинских букв. Часто сочетаются правила чтения из разных языков: прежде всего, конкурируют соответствия из старых латинских транскрипций польско-немецкого толка, известные также по академическому (немецкому) латинскому произношению (й→j, ц→c, ы→y, ю→ju, я→ja), и позже усвоенные английские (ы→y, ц→ts, ч→ch, ш→sh, ю→yu, я→ya…). Может использоваться (однако является дурным тоном, поскольку затрудняет чтение) и визуальное сходство знаков (ш→III или ш→w; ч→4; я→9I; ы→bl). Заимствованные слова (и даже отдельные морфемы) могут передаваться в написании оригинала.

## Применение
Транслит как явление (ещё без названия) возник в докомпьютерные времена (подобным образом, например, с середины XIX века международной телеграфной азбукой передавали русские тексты; см. также МТК-2, КОИ-7 и КОИ-8), но особенно широко распространился в Интернет-общении в связи с существовавшими (а порой и всё ещё существующими) проблемами отображения (см. кракозябры) либо ввода русских букв — например, их может не быть на доступной в данный момент клавиатуре. Транслит активно применяется при общении посредством SMS, поскольку сообщения, набранное латиницей, отправляются в 7-битной кодировке GSM 03.38, а кириллицей — в 16-битной кодировке UTF-16, соответственно SMS стандартной длины при использовании транслита может содержать примерно в два раза больше текста (160 символов латиницей против 70 символов кириллицей).
Имеется несколько несовместимых между собой советских и российских официальных стандартов и правил транслитерации кириллицы латинским алфавитом:
- Приложение № 7 к инструкции о порядке оформления и выдачи паспортов гражданам Российской Федерации для выезда из Российской Федерации и въезда в Российскую Федерацию[4] (отменён приказом ФМС от 3 февраля 2010 года № 26);
- ГОСТ 16876—71 (СТ СЭВ 1362—78)[5];
- ГОСТ 7.79—2000 (ISO 9:1995)[6];
- Приложение А к ГОСТ Р 52535.1—2006[7].

В некоторых стандартах, например ГОСТ 16876—71 и ГОСТ 7.79—2000, описано несколько систем транслитерации. Одна для версии символ в символ (с использованием латинских диакритических символов), другая для преобразования одного символа кириллицы в один или несколько символов латиницы без диакритики.

## Транслит в Интернете — изменения в XXI веке
В 1996—1999 годах транслит был широко распространён в Интернете: в форумах и группах новостей Usenet было очень много сообщений транслитом; авторские сайты бывали в транслите. Но, благодаря прогрессу в компьютерных технологиях, в XXI веке это кардинально изменилось, стало совсем легко поддерживать и чтение и ввод кириллицы на английском, немецком и даже японском компьютере. Поэтому транслит пропал даже на русскоязычных форумах — от Австралии до Германии (см. обзор по форумам в 20+ странах ниже в Ссылках).
Последнее время российские пользователи Интернета хотят ещё дальше уйти от использования транслита, не только в текстах. Это связано с созданием кириллической зоны «.рф». Говоря о целевой аудитории .рф-сайтов, эксперты[какие?] приводят следующую статистику (цитата из источника 2010 года):
Русский язык занимает пятое место в мире по распространённости, является одним из шести официальных языков Организации Объединённых Наций, им владеют более 300 млн человек в мире, из них 160 млн считают русский язык родным и только 34 % владеют английским языком на начальном уровне. Таким образом, зона .рф даст возможность более 100 млн человек использовать Интернет на более понятном языке.
ЧтениеКириллица изначально поддерживается в обычных шрифтах, включённых в поставку любой популярной операционной системы, будь то немецкая или корейская. Можно читать ru.wikipedia.org даже в Интернет-кафе в Токио.
ВводКлавиатурные средства ввода кириллицы тоже изначально присутствуют, только, в отличие от шрифтов, их надо активировать — обычным образом добавить русскую («RU») раскладку клавиатуры, точно так же, как люди добавляют французскую («FR»). Причём можно иметь — на выбор — несколько разных раскладок (англ. keyboard layouts) для одного языка. Например, для английского есть и «раскладка Дворака», а для русского, кроме двух обычных, стандартных, раскладок, можно иметь и фонетическую раскладку (см. ниже).
Сотни тысяч русскоговорящих людей по всему миру, из тех, кто в XX веке годами писали транслитом, сейчас общаются на форумах, в блогах и по email, используя стандартную кириллицу, так как сейчас:
1. Не обязательно вводить текст именно с обычной, стандартной русской раскладкой клавиатуры (расположением букв), можно использовать метод В. Маслова — фонетическую раскладку основной, системной, клавиатуры, когда ввод, при «RU», идёт в режиме, привычном для таких людей: А—A, Б—B, Д—D, Ф—F, К—K, О—O,…
2. В ситуации использования «чужого компьютера», например, в интернет-кафе в Барселоне, уже не надо использовать устаревшие методы, такие как трудоёмкий ввод мышкой с помощью старого типа виртуальной клавиатуры или ненадёжные «перекодировщики текста, введённого латиницей». Сейчас можно и в интернет-кафе вне России производить ввод текста удобно и привычно — точно как дома — на современных сайтах Виртуальной Клавиатуры, где полностью имитируется «домашний», «системный» ввод, и можно вводить с той же раскладкой (стандартной или фонетической), что дома используется.